# 브뤼셀 와플
브뤼셀 와플(Bruxelles+waffle, 프랑스어: gaufre de Bruxelles 고프르 드 브뤼셀[*], 네덜란드어: Brusselse wafel 브뤼셀서 바펄[*])은 브뤼셀 지역의 와플이다. 직사각형으로 크기가 크며, 식감이 가볍다. 따뜻할 때 가루 설탕을 뿌려 먹는다. 크림을 얹어 먹기도 한다.

## 사진

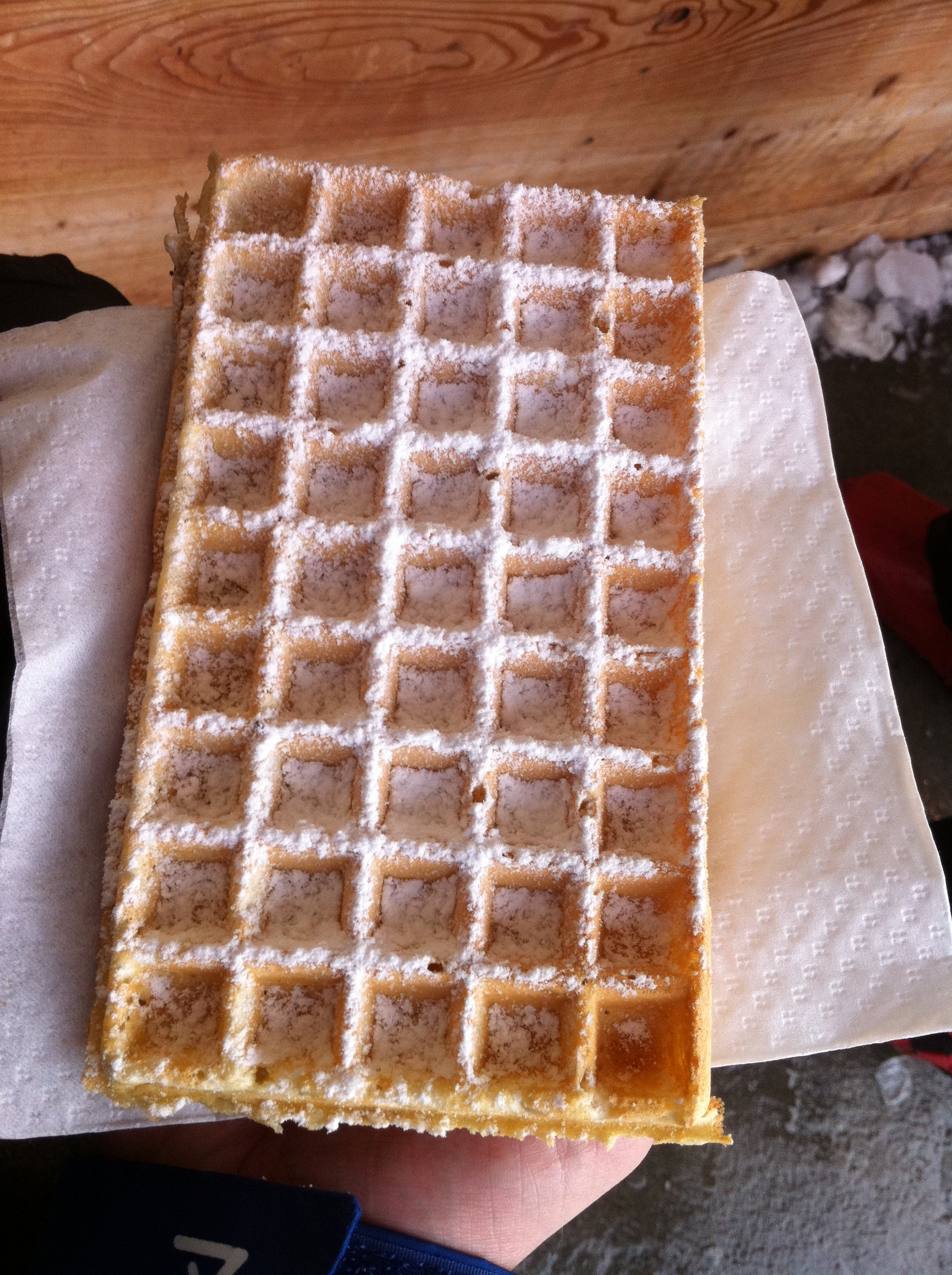
브뤼셀 와플
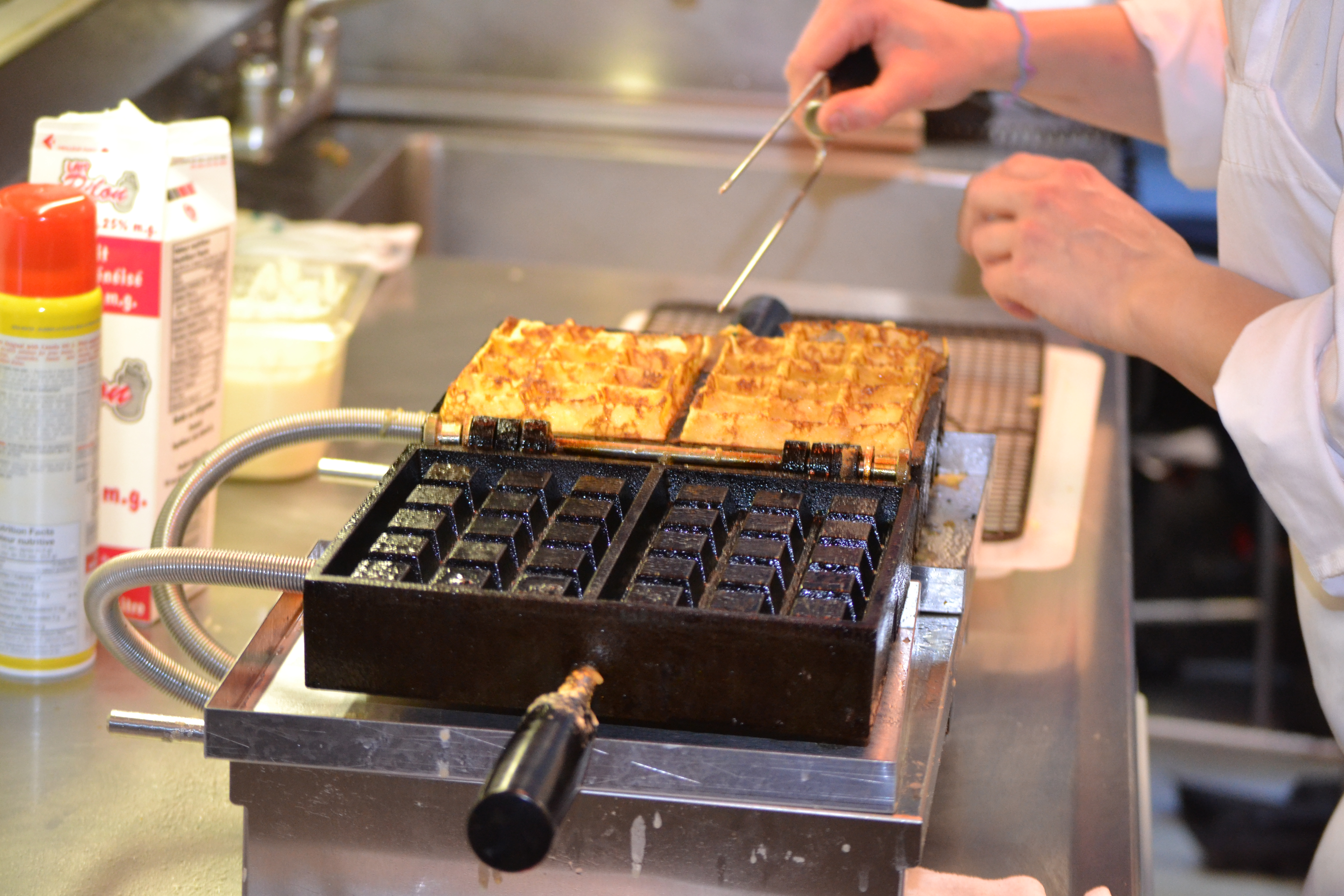
브뤼셀 와플 만들기

## 같이 보기
- 리에주 와플